# Raúl Spank
Raúl Spank (ur. 13 lipca 1988 w Dreźnie) – niemiecki lekkoatleta specjalizujący się w skoku wzwyż.
W 2005 był siódmy na mistrzostwach świata juniorów młodszych, a rok później uplasował się na piątej pozycji podczas światowego czempionatu juniorów. Z wynikiem 2,21 zdobył w Hengelo wicemistrzostwo Europy juniorów (2007). W kolejnym sezonie był piąty na igrzyskach olimpijskich. Największy sukces w dotychczasowej karierze odniósł w 2009 kiedy zdobył, ex aequo z Sylwestrem Bednarkiem, brązowy medal mistrzostw świata. Medalista mistrzostw Niemiec oraz reprezentant kraju w drużynowym czempionacie Starego Kontynentu. 
Rekordy życiowe: stadion – 2,33 (2009); hala – 2,32 (2012).

## Osiągnięcia
| Rok  | Impreza                                 | Miejsce   | Lokata      | Wynik |
| ---- | --------------------------------------- | --------- | ----------- | ----- |
| 2005 | Mistrzostwa świata juniorów młodszych   | Marrakesz | 7. miejsce  | 2,11  |
| 2006 | Mistrzostwa świata juniorów             | Pekin     | 5. miejsce  | 2,23  |
| 2007 | Mistrzostwa Europy juniorów             | Hengelo   | 2. miejsce  | 2,21  |
| 2008 | Superliga pucharu Europy                | Annecy    | 6. miejsce  | 2,15  |
| 2008 | Igrzyska olimpijskie                    | Pekin     | 5. miejsce  | 2,32  |
| 2009 | Halowe mistrzostwa Europy               | Turyn     | 7. miejsce  | 2,25  |
| 2009 | Superliga drużynowych mistrzostw Europy | Leiria    | 10. miejsce | 2,15  |
| 2009 | Mistrzostwa świata                      | Berlin    | 3. miejsce  | 2,32  |
| 2010 | Superliga drużynowych mistrzostw Europy | Bergen    | 10. miejsce | 2,18  |
| 2011 | Halowe mistrzostwa Europy               | Paryż     | 8. miejsce  | 2,20  |
| 2011 | Superliga drużynowych mistrzostw Europy | Sztokholm | 3. miejsce  | 2,28  |
| 2011 | Mistrzostwa świata                      | Daegu     | 9. miejsce  | 2,29  |
| 2012 | Halowe mistrzostwa świata               | Stambuł   | 9. miejsce  | 2,28  |